# Бар (марсіанський кратер)
Бар (англ. Bar) — кратер у квадранглі Margaritifer Sinus на Марсі, розташований усередині кратера Куба на 25.5° південної широти й 19.5° західної довготи. Названо 1976 року на честь українського міста Бар, що на Вінниччині.

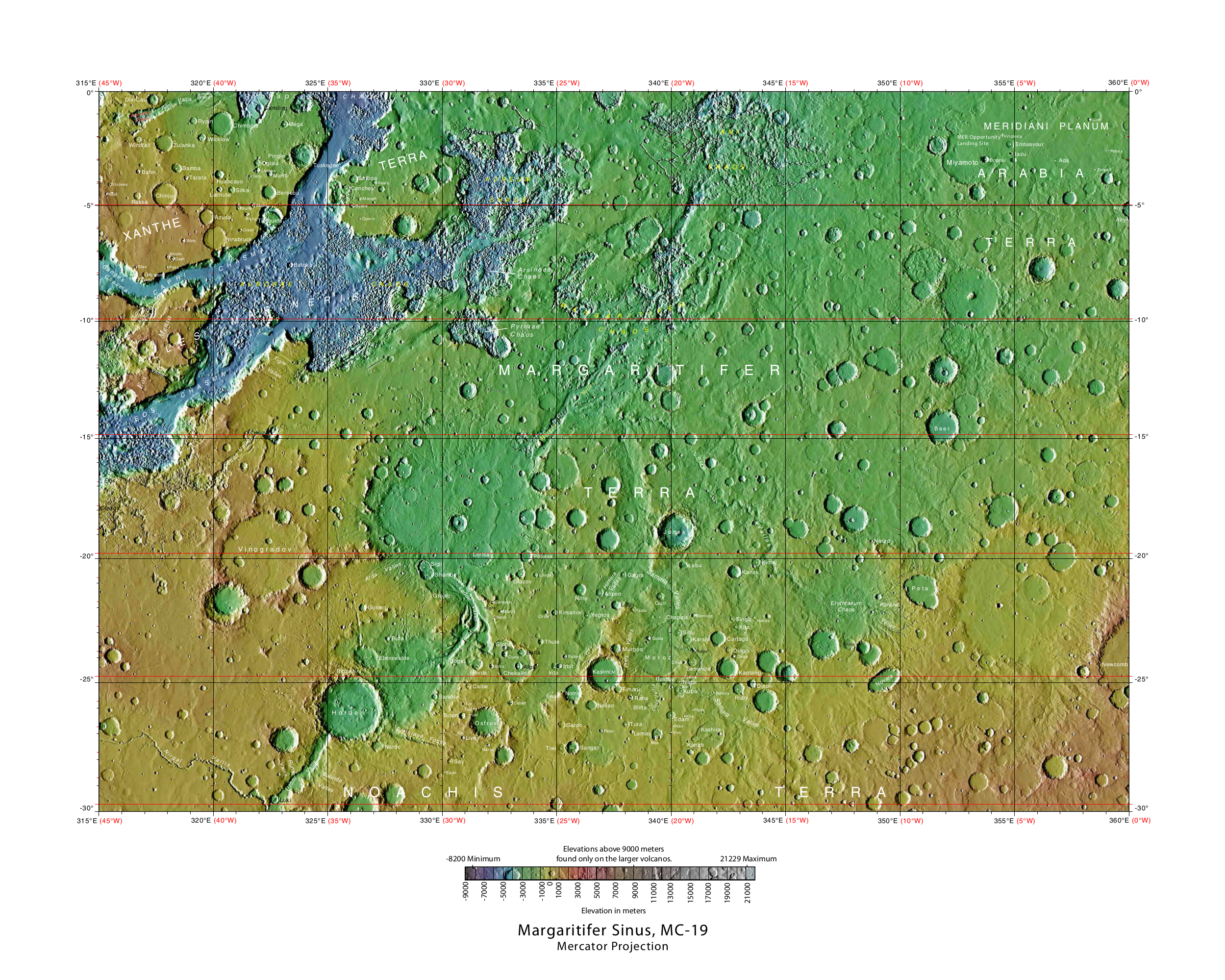
Квадрангл Margartifer Sinus.
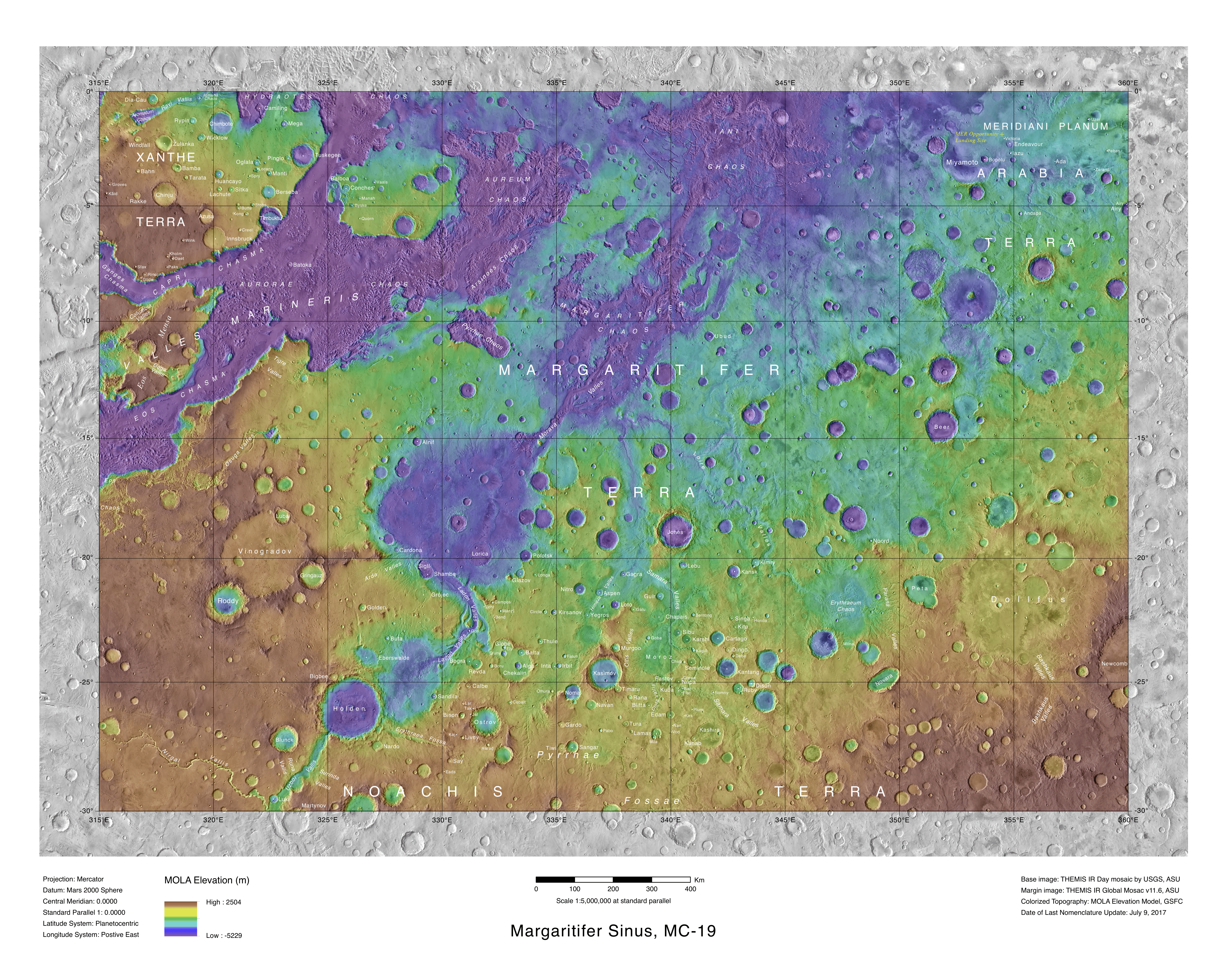
Кратер Бар, що розташований між кратерами Касімова й Кантанґа всередині Куби.